# Biskupija
Biskupija (Italiaans: Biscupia; Servisch: Бискупија) is een gemeente in de Kroatische provincie Šibenik-Knin.
Biskupija telt 1669 inwoners. De oppervlakte bedraagt 133,45 km², de bevolkingsdichtheid is 12,5 inwoners per km².
Steden (gradovi): Šibenik · Drniš · Knin · Skradin · Vodice

Gemeenten (općine): Bilice · Biskupija · Civljane · Ervenik · Kijevo · Kistanje · Murter-Kornati · Pirovac · Primošten · Promina · Rogoznica · Ružić · Tisno · Tribunj · Unešić